# Governo da Região Administrativa Especial de Macau
O Governo da Região Administrativa Especial de Macau, dirigido pelo Chefe do Executivo de Macau, é o órgão executivo da RAEM. Este órgão político dispõe de 5 Secretarias, 2 Comissariados, várias Direcções de Serviços, Departamentos e Divisões, e pode criar também os organismos consultivos que se revelem necessários.
Os titulares dos principais cargos do Governo são: os Secretários, o Comissário contra a Corrupção, o Comissário da Auditoria, os principais responsáveis pelos serviços de polícia e pelos serviços de alfândega. Estes cargos devem ser ocupados por cidadãos chineses de entre os residentes permanentes da RAEM que tenham residido habitualmente em Macau pelo menos quinze anos consecutivos, sendo nomeados e exonerados pelo Governo Popular Central da República Popular da China, sob proposta do Chefe do Executivo.
O Governo da RAEM responde perante a Assembleia Legislativa de Macau relativamente aos seguintes aspectos: garantir o cumprimento das leis vigentes e por ela aprovadas; relatar as linhas de acção governativa pelo menos uma vez por ano; apresentar a proposta de orçamento e relatar o grau de execução do orçamento; e responder às interpelações dos deputados.
Presentemente o Chefe do Executivo é Ho Iat-seng que em 2019 sucedeu a Fernando Chui Sai-on que governou por 10 anos (2009-2019). O primeiro Chefe de Executivo foi Edmund Ho Hau-wah.

## Competências
Compete ao Governo:
- Definir e aplicar políticas;
- Gerir os diversos assuntos administrativos;
- Tratar dos assuntos externos, quando autorizado pelo Governo Popular Central, nos termos previstos na Lei Básica de Macau;
- Organizar e apresentar o orçamento e as contas finais;
- Apresentar propostas de lei e de resolução, e elaborar regulamentos administrativos;
- Designar funcionários para assistirem às sessões da Assembleia Legislativa para ouvir opiniões ou intervir em nome do Governo.

## Estrutura
A estrutura orgânica do Governo é o seguinte:
- Os serviços e entidades que ficam na dependência hierárquica ou tutelar do Chefe do Executivo:

1. Gabinete de Comunicação Social;
2. Fundação Macau;
3. Delegação Económica e Comercial de Macau (junto da União Europeia);
4. Delegação Económica e Comercial de Macau - China, em Portugal;
5. Delegação da Região Administrativa Especial de Macau em Pequim;
6. Delegação Económica e Comercial de Macau, junto da Organização Mundial do Comércio.

- A Secretaria para a Administração e Justiça exerce as competências nas seguintes áreas da governação :

1. Administração Pública;
2. Assuntos cívicos e municipais;
3. Tradução e divulgação jurídicas;
4. Assuntos legislativos e de administração de justiça;
5. Reinserção social;
6. Identificação civil e criminal;
7. Orientação e coordenação dos sistemas registral e notarial;
8. Produção do Boletim Oficial da Região Administrativa Especial de Macau.

- A Secretaria para a Economia e Finanças  exerce as competências nas seguintes áreas da governação :

1. Finanças e orçamento;
2. Sectores da indústria, comércio, inspecção de jogos e a vertente offshore (salvo no que a lei ou regulamento administrativo remeter expressamente para a competência de outro Secretário);
3. Sistema monetário, cambial e financeiro, incluindo a actividade seguradora;
4. Administração financeira pública e sistema fiscal;
5. Produção estatística;
6. Trabalho e emprego;
7. Formação profissional;
8. Defesa do consumidor.

- A Secretaria para a Segurança exerce as competências nas seguintes áreas da governação:

1. Segurança pública interna da Região Administrativa Especial de Macau;
2. Investigação criminal;
3. Controlos de imigração;
4. Fiscalização do tráfego marítimo e das respectivas regras disciplinadoras;
5. Protecção civil;
6. Coordenação e gestão do sistema prisional;
7. Actividades alfandegárias no âmbito definido pela Lei n.º 11/2001.

- A Secretaria para os Assuntos Sociais e Cultura exerce as competências nas seguintes áreas da governação:

1. Educação;
2. Saúde;
3. Acção social;
4. Cultura;
5. Turismo;
6. Desporto;
7. Juventude;
8. Segurança social.

- A Secretaria para os Transportes e Obras Públicas) exerce as competências nas seguintes áreas da governação:

1. Ordenamento físico do território;
2. Regulação dos transportes e registo das aeronaves e embarcações, bem como das actividades portuárias;
3. Infra-estruturas e obras públicas;
4. Transportes e comunicações;
5. Protecção do ambiente;
6. Habitação económica e social;
7. Meteorologia.

- O Comissariado contra a Corrupção
- O Comissariado da Auditoria
- Os Serviços de Polícia Unitários
- Os Serviços de Alfândega[7]